# Lieke van Lexmond
Lieke van Lexmond (IJsselstein, 6 februari 1982) is een Nederlands model, actrice, presentatrice, en zangeres. Ze is vooral bekend door haar rollen als Eva Prins in Goudkust en als Charlie Fischer in Goede tijden, slechte tijden. Ze is gestopt bij Goede tijden, slechte tijden om zich te richten op het presenteerwerk.

## Jeugd
Van Lexmond werd geboren in IJsselstein. Ze groeide op in Benschop, samen met haar oudere broer en zus. Op haar zevende jaar begon ze met acteren.
In de vijfde klas havo op het Cals College in Nieuwegein schreef Van Lexmond zich in bij Harry Klooster casting, waarna ze rollen aangeboden kreeg.

## Carrière
Televisie
Van Lexmond maakte haar acteerdebuut op vijfjarige leeftijd in een reclamespotje van Royco, in de jaren die volgden speelde ze als kind in diverse spotjes waaronder van Melkunie, Aviko, Campina, Kwik-Fit, Het Land van Ooit en Calvé Pindakaas. Haar doorbraak kwam echter pas in 1998 toen ze de rol van Eva Prins vertolkte in de soap Goudkust, ze was tot 2001 in deze serie te zien. Hierna volgde diverse gastrollen voor Van Lexmond in onder meer Kees & Co, IC, Het Klokhuis, Waskracht!, Dok12, Costa! en Spangen.
In 2002 verving Van Lexmond tijdelijk Aukje van Ginneken in de RTL 4-soap Goede tijden, slechte tijden als het personage Charlie Fischer, dit in verband met een langdurig ziekenhuisopname van Van Ginneken; dit duurde drie maanden. Daarna werd het tijdelijk rustig rond Van Lexmond en nam ze een baan als secretaresse. Totdat ze in de eerste helft van 2003 terug werd gevraagd door Goede tijden, slechte tijden om de rol van Charlie Fischer vast over te nemen. Van Lexmond was tot en met 19 januari 2012 als dit personage in de soap te zien.
Op oudejaarsavond 2005 deed Van Lexmond mee aan een uitzending van Dancing with the Stars en later met de tweede gewone reeks in 2006. Hierin danste ze beide keren met Remco Bastiaansen. Van Lexmond en Bastiaansen werden uiteindelijke zesde. In 2009 nam Van Lexmond het stokje over van Sylvana Simons en presenteerde ze Dancing with the Stars.
In juni van 2008 nam Van Lexmond plaats in het panel van het derde seizoen van Ranking the Stars. In datzelfde jaar presenteerde zij in de zomer Nederland Vertrekt, samen met onder anderen Beau van Erven Dorens, Froukje de Both en Robert ten Brink. Vanaf januari 2009 behoorde Van Lexmond tot de vaste vervangers van Winston Gerschtanowitz voor RTL Boulevard. In de zomer van 2009 was Van Lexmond een van de presentatoren van het RTL 4-zomerprogramma Ik kom bij je eten.
Op 23 oktober 2009 won Van Lexmond de Televizier Talent Award. Zij versloeg Eva Jinek en Valerio Zeno in de verkiezing. Nog geen week later, op 29 oktober 2009, won Lieke de Beau Monde Style Award. Op 8 maart 2011 presenteerde Van Lexmond voor het eerst TV Makelaar, naast Froukje de Both.
Sinds 27 oktober 2011 is Van Lexmond in vaste dienst bij RTL Nederland. Ze zal daar een tweede seizoen gaan presenteren van TV Makelaar. Ook is zij het nieuwe gezicht van het programma Het Zesde Zintuig. Ook heeft ze sinds kort haar eigen programma: Stabilo Spellingstrijd.
In 2013 deed Van Lexmond mee in het EO-programma Op zoek naar God. Zij ging voor dit programma met vier andere bekende vrouwen in de Sint-Paulusabdij van Oosterhout op zoek naar God. Van Lexmond gaf na een week in het klooster te hebben gezeten aan dat ze inderdaad op een bepaalde manier de aanwezigheid van God ervaren had.
Van 2013 tot 2015 was Van Lexmond te zien als jurylid in het RTL 4-programma Everybody Dance Now.
In 2014 was Van Lexmond te zien als presentatrice van Expeditie Poolcirkel op RTL 5. In 2015 en 2016 presenteerde Van Lexmond het RTL 4 programma Mijn Leven In Puin. Ook presenteerde Van Lexmond sinds 2015 het programma Lelijke Eendjes op RTL 5.
Op 6 november 2015 werd bekend dan Van Lexmond samen met Ruben Nicolai Idols ging presenteren op RTL 5, dat na ruim 8 jaar terug keerde op televisie.
In 2016 deed ze mee aan It Takes 2, een zangprogramma van RTL 4. In 2016 en 2017 speelde Van Lexmond de rol van verpleegster Noor in Centraal Medisch Centrum. In september 2017 was Van Lexmond te zien in The Big Music Quiz, ze zat in het verliezende team.
In maart 2019 werd bekendgemaakt dat Van Lexmond vanaf het najaar 2019 Wendy van Dijk vervangt als presentatrice in het RTL 4-programma The Voice Senior. In het najaar van 2019 presenteerde van Lexmond het programma Ons Huis Vol Spullen. Ook presenteerde van Lexmond dat najaar het programma De Battle, dat zowel in België als Nederland te zien is. Bij VIER begon het programma op 16 november 2019. Op 22 december 2019 begon het programma bij RTL 4.
Film
Rond haar elfde en twaalfde jaar speelde ze Kootje in de film Prime Time (1993), met onder andere Huub Stapel en Esther Roord. De film werd vanwege financiële problemen niet voltooid, dus ook nooit vertoond. Van Lexmond werkte ook mee aan een bedrijfsfilm van de Nederlandse Spoorwegen in 1994. Ook leende ze haar stem aan Pardijntje in de Efteling. In de film Volle maan (2002) maakte Van Lexmond haar debuut op het witte doek. Ze speelde daarin Esmé, het vriendinnetje van de stoere Bobbie (Michiel Huisman). In de speelfilm Garfield: The Movie (2004) leende Van Lexmond haar stem aan de poes Arlene. In 2009 deed Van Lexmond voor de film Monsters vs. Aliens de stem van Susan Murphy en in 2011 de stem van Holley Shiftwell voor de film Cars 2.
Van Lexmond speelde reisleidster Ineke in de familiefilm Penny's Shadow. Van Lexmond werd hier herenigd met oud Goede tijden, slechte tijden-acteurs Rick Engelkes, Liza Sips en Tanja Jess. In 2011 speelde Van Lexmond de rol van de zuster in de kinderfilm Achtste-groepers huilen niet die in 2012 in de bioscoop kwam.
Muziek
In 1997 was Van Lexmond de leadzangeres van haar schoolband Easy Freeze. Voor de Nationale Actie Midden-Amerika nam Van Lexmond samen met de sterren van Goudkust, Goede tijden, slechte tijden, ONM, de TMF VJ's en Regilio Tuur het nummer Hoop Doet Leven op. De sterren bestaan onder meer uit Tanja Jess, Josefine van Asdonk, Jeroen Post, Tooske Breugem, Froukje de Both en Fabienne de Vries. Met Goudkust-collega Jasmine Sendar bracht Van Lexmond ook een cd-single uit onder de naam Bibi & Eva met de titel Tell Me, Tell Me. Daarnaast zong ze nog twee nummers in die zijn gebruikt in de soap Goudkust. Ook zong Van Lexmond samen met Jasmine Sendar en Chantal Janzen het nummer Break Away op het album bij de film Volle Maan.
In de zomer van 2006 presenteerde Van Lexmond een radioprogramma bij RTL FM. In datzelfde jaar zong Van Lexmond op het album Petje Af van Ali B mee in het nummer Je Bent Gewaarschuwd. Er gingen een tijdje geruchten dat het liedje ook als single zou worden uitgebracht, maar dat is nooit gebeurd.
In het voorjaar van 2008 werd Van Lexmond benaderd om voor Argeweb een reclamespotje in te zingen. Het nummer werd zo populair dat ze het daadwerkelijk ook uitbrachten. De single werd geschreven door componist Tjeerd Oosterhuis en tekstschrijver Jim Stolze en behaalde de 36e plek in de Top 40 en de 29e in de Single Top 100.
In 2012 heeft Lieke Van Lexmond samen met Xander de Buisonjé een nummer opgenomen Zo Ver Weg voor zijn album Xander in concert.
Theater
Van Lexmond speelde in schoolmusicals als Cats (1996) en Hair (1997). In de maanden januari, april en mei 2004 was Van Lexmond samen met onder meer Sonja Silva, Jasmine Sendar en Charly Luske te zien in Costa! in Concert.

### Verdere mediaverschijningen
Van Lexmond stond tweemaal in het mannenblad Playboy: in de kersteditie van 2007 en in de editie van oktober 2008.

## Privé
Sinds eind 2007 had Van Lexmond een relatie met tegenspeler Mark van Eeuwen. Het tweetal ging in mei 2009 als goede vrienden uit elkaar.
Van Lexmond heeft sinds 2013 een relatie met Bas van Veggel. Het tweetal trouwde op 25 juni 2016 in Italië. Ze kregen twee zonen, de eerste werd geboren in september 2014 en de tweede in april 2017.

## Discografie

### Singles
| Single met eventuele hitnotering(en) in de Nederlandse Top 40 | Datum van verschijnen | Datum van binnenkomst | Hoogste positie | Aantal weken | Opmerkingen                                                                |
| ------------------------------------------------------------- | --------------------- | --------------------- | --------------- | ------------ | -------------------------------------------------------------------------- |
| Alles altijd                                                  | 28-04-2008            | 10-05-2008            | 36              | 3            | Nr. 29 in de Single Top 100                                                |
| Koningin van alle mensen                                      | 16-04-2013            | 27-04-2013            | 6               | 3            | als onderdeel van RTL Boulevard United / Nr. 1 in de Single Top 100 / Goud |

## Prijzen
| Jaar | Prijs gevende                   | Prijs                             | Resultaat |
| ---- | ------------------------------- | --------------------------------- | --------- |
| 2008 | Cosmopolitan                    | Fun Fearless Female Award         | Gewonnen  |
| 2009 | Gouden Televizier-Ring          | Televizier Talent Award           | Gewonnen  |
| 2009 | Beau Monde                      | Beau Monde Style Award            | Gewonnen  |
| 2010 | The Glammies                    | Beauty of the Year                | Gewonnen  |
| 2011 | Jackie                          | Best dressed award                | Gewonnen  |
| 2012 | Nickelodeon Kids' Choice Awards | Favoriete ster Nederland & België | Gewonnen  |